# Edona Bilali
Edona Bilali (* 1989 in Shkodra) ist eine albanische Politikerin. Sie war von  September 2021 bis September 2023 Staatsministerin für Schutz des Unternehmertums in der albanischen Regierung.

## Biografie
Bilali wurde im Jahr 1989 in Shkodra geboren. Sie schloss ihr Studium in Betriebswirtschaft an der Universität Tirana ab und absolvierte ein weiteres Masterstudium in Marketing.
Bilali wurde für ihre kontroversen Aussagen bekannt, darunter ein Vergleich von Premierminister Edi Rama mit dem griechischen Gott Zeus – eine Äußerung, die sie später als humorvoll und aus dem Kontext gerissen bezeichnete. Diese Aussage hatte sie 2017 gemacht, bevor sie sich politisch engagierte. Sie hob hervor, dass sie damals vor allem aus der Zivilgesellschaft heraus kritische Fragen zur Regierung stellte.
Von September 2021 bis September 2023 war Ministerin für Unternehmerschutz im neuen Kabinett Rama III.